# Grande réinitialisation

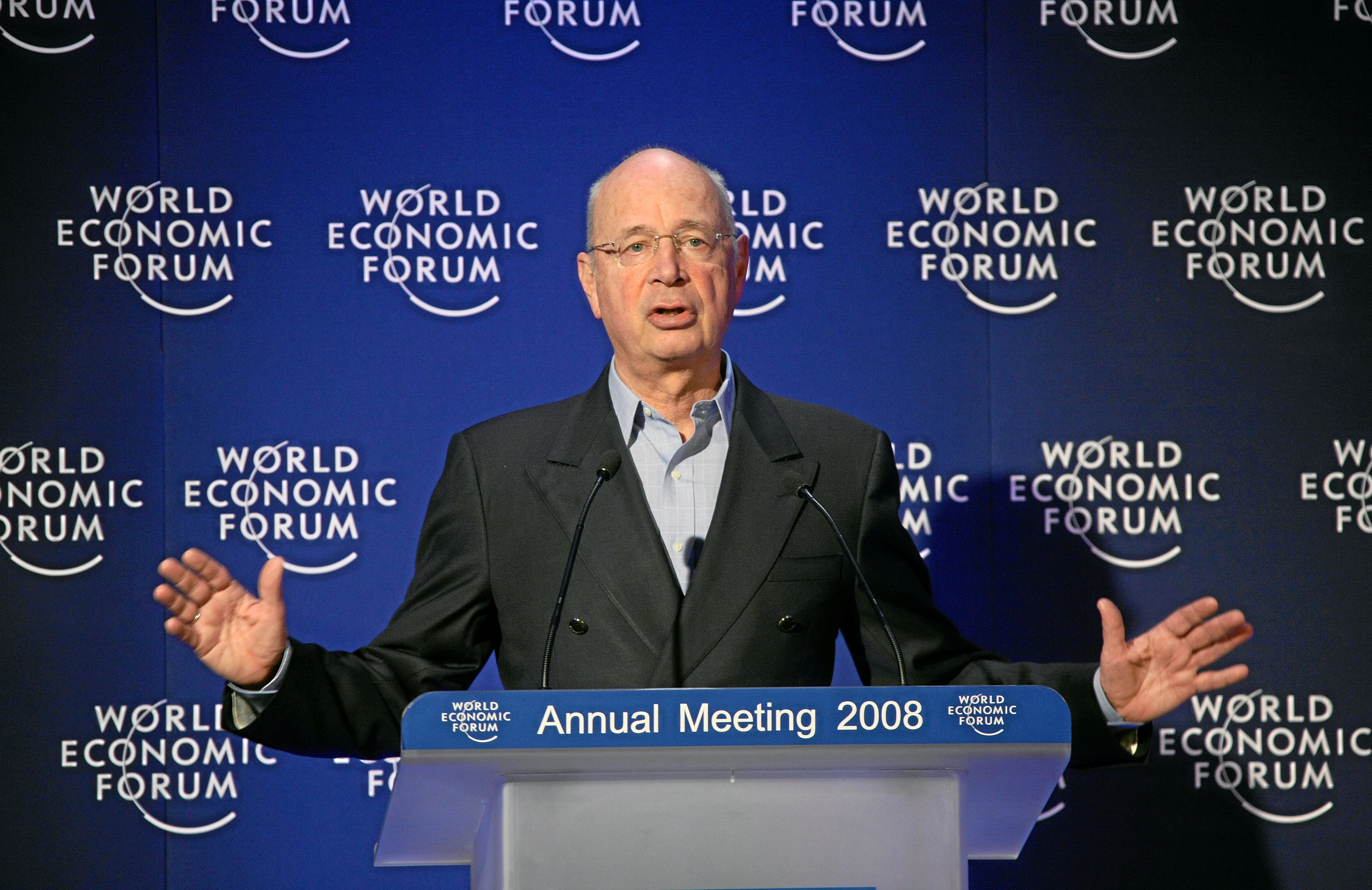
Klaus Schwab, directeur du Forum économique mondial

La grande réinitialisation, en anglais The Great Reset, parfois nommée en français Grand Reset, est le nom d'une proposition du Forum économique mondial (WEF) de planification économique pour reconstruire l'économie de manière durable après la pandémie de Covid-19 publiée sous forme d'essai en juillet 2020. 

## Historique
La proposition est dévoilée en mai 2020 par le prince Charles (futur Charles III), prince héritier du trône du Royaume-Uni, et par Klaus Schwab, directeur du WEF,. Elle cherche à améliorer le capitalisme grâce à des investissements plus orientés vers le progrès mutuel[style à revoir] et en se concentrant davantage sur les initiatives environnementales.
La proposition du Forum économique mondial fait l'objet d'une théorie du complot selon laquelle la grande réinitialisation serait utilisée pour apporter des changements socialistes et écologistes, ainsi qu'un supposé nouvel ordre mondial,,.
L'ouvrage Covid-19, la grande réinitialisation, signé par Klaus Schwab et Thierry Malleret est publié en juillet 2020 chez l'éditeur Forum Publishing.

## Propositions
Selon le Forum économique mondial (WEF), la pandémie de Covid-19 offre une occasion de façonner une reprise économique et l'orientation future des relations, des économies et des priorités mondiales. Lorsque le prince Charles a présenté le plan, il a souligné que cela ne se produira que si les gens le veulent.
Selon le prince Charles, la reprise économique doit mettre le monde sur la voie de la durabilité, les systèmes étant repensés pour y contribuer. La tarification du carbone a été mentionnée comme un moyen de contribuer à la durabilité. Il a également souligné que les innovations, la science et la technologie doivent être revigorées afin que nous puissions réaliser des percées importantes qui nous aident à rendre les idées durables plus rentables. Selon le WEF, nous devons également nous adapter à la réalité actuelle en orientant le marché vers des résultats plus équitables, nous assurer que les investissements visent un progrès mutuel, y compris l'accélération des investissements respectueux de l'environnement, et lancer une quatrième révolution industrielle, en créant une infrastructure économique et publique numérique,.
Le prince Charles a souligné que le secteur privé serait le principal moteur du plan. Selon Klaus Schwab, cela ne changerait pas le système économique, mais l'améliorerait plutôt en ce qu'il considère comme un « capitalisme responsable ».

## Réactions
Des responsables politiques comme Justin Trudeau, Joe Biden et Boris Johnson se sont prononcés en faveur du plan.
À la suite de la diffusion d'un discours de septembre 2020 de Justin Trudeau, dans lequel il parle des objectifs de l'Agenda 2030, une forte opposition fut exprimée par des personnalités médiatiques et influenceurs internet conservateurs, parmi lesquels Maxime Bernier, Ezra Levant, Tucker Carlson, Paul Joseph Watson et Glenn Beck,,.
Au Canada, après le discours de Justin Trudeau, une pétition a été lancée par le député conservateur canadien Pierre Poilievre pour « arrêter la grande réinitialisation » ; la pétition a recueilli 80 000 signatures en moins de 72 heures. Sa rhétorique a été critiquée par de nombreux commentateurs et comités de rédaction,,. Le comité de rédaction du Toronto Star a critiqué la pétition en affirmant qu'elle « donnait de l'oxygène » à la théorie du complot sans fondement. Aengus Bridgman, un candidat au doctorat de McGill, a déclaré que le moment choisi pour la pétition de Poilievre était peu susceptible d'être une coïncidence,,. Poilievre a répondu en disant qu'il citait simplement Trudeau et le WEF. Ahmed Al-Rawi, professeur à l'Université Simon Fraser, a affirmé que cette réaction était une mauvaise interprétation des attaques de Poilievre contre le gouvernement. À peu près au même moment, le chef conservateur Erin O'Toole a critiqué l'idée d'une réinitialisation, affirmant que Trudeau utilisait la pandémie pour mettre en œuvre une expérience massive et risquée,,.

## Théories du complot
Cette expression « fait l’objet d’une importante campagne de désinformation, en particulier de la part de l’extrême droite »,.
En novembre 2020, le documentaire conspirationniste Hold-up émet l'hypothèse que le Great Reset constituerait un plan mondial de contrôle, de manipulation et de destruction de la population, grâce à la pandémie de Covid-19 et à l'installation de la 5G,.
La théorie du complot allègue que « les élites financières mondiales » et les dirigeants mondiaux ont planifié une pandémie, laissant délibérément le coronavirus se répandre pour créer les conditions d'une restructuration des gouvernements du monde. Cette allégation fait notamment référence aux propos suivants du directeur du Forum économique mondial, Klaus Schwab : « la crise du Covid-19 représente une grande opportunité pour réformer le système », ce qu'il explique aussi dans son livre, La 4e révolution industrielle. La théorie du complot soutient que le principal objectif de la Grande Réinitialisation serait de prendre le contrôle politique et économique mondial en instaurant un régime totalitaire marxiste et, par extension, un nouvel ordre mondial,,.
Cette théorie prétend qu'un tel régime abolirait la propriété personnelle et les droits de propriété, enverrait les militaires dans les villes pour imposer la vaccination obligatoire, et créerait des camps d'isolement pour les personnes s'y opposant,. Parmi les exemples qui, selon les partisans de cette théorie, seraient la preuve d'un complot : un article du WEF de 2016 décrivant à quoi pourrait ressembler la vie en 2030 ; le slogan de la campagne de Joe Biden « Build Back Better » (Build Back Better Plan) ; le discours du Premier ministre canadien Justin Trudeau en septembre 2020. Selon The Daily Dot, il ne s'agit que d'un discours illustrant comment créer un monde plus juste et plus durable,. Dans certaines variantes de la théorie, le président américain Donald Trump est le seul leader mondial à empêcher le projet de se produire, argument basé sur une vidéo d'août 2020,.